# Eiskiste

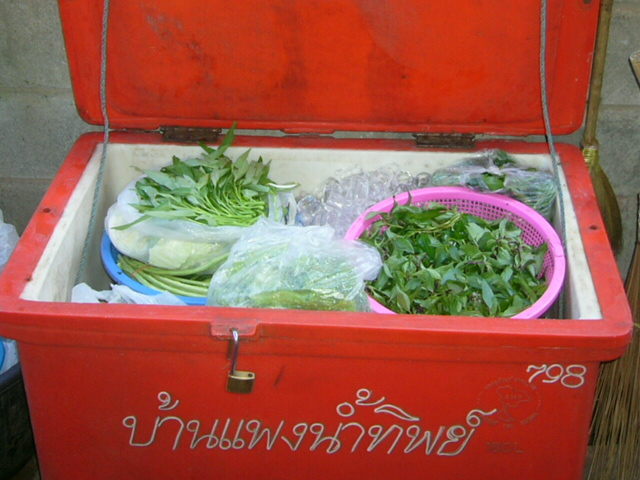
Modernere Form der Eiskiste

Die Eiskiste, auch Kühlkiste oder Natureisschrank, ist der einfache Vorläufer des stromlosen komfortableren Eisschranks. Unter einer Eiskiste versteht man ein Reservoir für Kühlhaltung von Speisen und Getränken durch kleinere Eismengen. Auch im Österreichischen wurde der Eiskasten ursprünglich als dieser hier beschriebene Gegenstand bezeichnet.
Eine einfache Kühlkiste bestand aus einer mit Zinkblech ausgeschlagenen Holzkiste, welche im Sommer mehrmals in der Woche von einem Eismann mit Stangen aus Natureis beliefert werden musste. Kühlkisten gab es sowohl für den Hausgebrauch als auch besonders für die Mitnahme auf Reisen, mit großem Gepäck.
Anwender dieser Kühlvorrichtungen waren Konditoreien, Delikateß-, Geflügel-, Wild- und Fischhandlungen, Hotels und große Restaurants.
Der moderne Nachfolger dieser Kühlkiste ist die mit dem Polystyrol umschäumte Kühlbox oder Kühltasche, welche mit Kühlakkus statt mit Eis kühlt.

## Aufbau
"Die Eiskiste besteht aus einer dicht gearbeiteten Holzkiste mit gut schließendem Deckel, unter welchem sich verschiedene Abteilungen mit kleineren, schräg einfallenden Deckeln befinden. Der untere Teil enthält einen Blechkasten zur Aufnahme des Eises. Der Boden und ebenso die Seitenwände werden durch eine 5 cm von der Umfassungswand abstehende Zinkblechwandung gebildet; der Zwischenraum ist dicht mit Asche, Wolle oder sonstigen schlechten Wärmeleitern ausgefüllt.
Ueber dem im unteren Teil liegenden Eise befinden sich durchlöcherte oder rostähnliche Regale oder Drahtgitter, um die Speisen u. s. w. darauf zu legen. Am Boden befindet sich ein mit Ventil versehenes Rohr, um das Schmelzwasser abzuleiten."(Nöthling, 1896, S. 129)
Diese dick gewandeten, türenlosen Kisten sind mit doppelten Deckeln versehen, in deren unteren Teil das Eis gelegt wird um die Lebensmittel bis zu 14 Tage lang frisch zu halten.

## Eiskonservator
Der auch als Gefrorenes-Apparat bezeichnete Gegenstand sind sehr solide gebaut, so dass er bis zu 24 Stunden lang Lebensmittel im gefrorenen Zustand erhalten kann. Dazu wurde das Eis zusammen mit Salz gemischt in den Eisbehälter gefüllt, wobei nach 24 Stunden etwa die Hälfte Eis, als auch die Hälfte Salz verbleibt. Der mit starken Eisenbändern ummantelte Behälter nimmt in seinem Innenraum das Gefriergut in Porzellanbüchsen, welche Metalldeckel haben, auf. Besonders dickwandig ausgeführte Modelle, welche nur zur Aufnahme von Roheis zum Einsatz kamen, konnten wochenlang, etwa in Konditoreien, das Schmelzen des Eises verhindern.

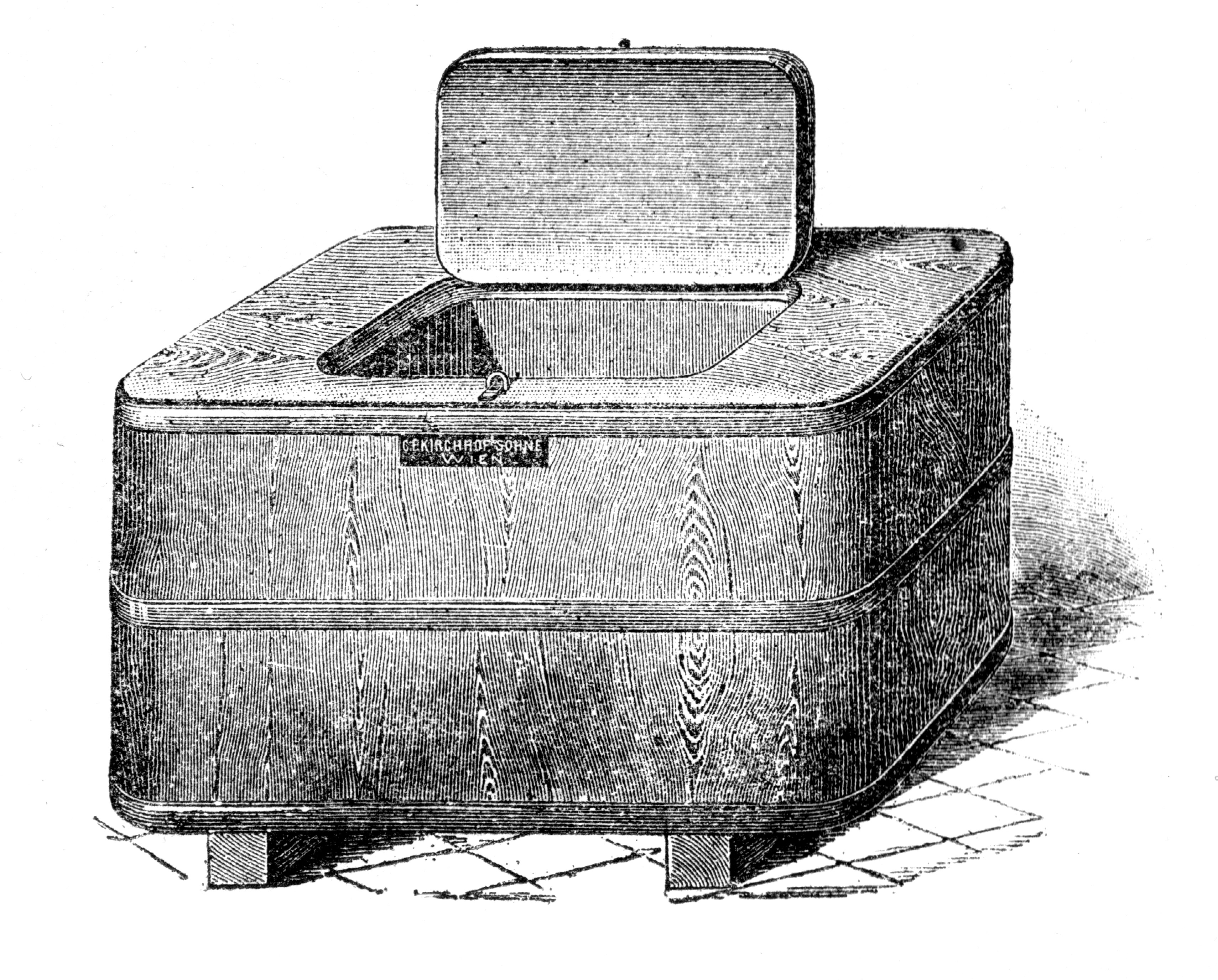
Eiskonservator

## Speisenkonservator
Ein Speisenkonservator eignet sich besonders zur Kühlung von Rohfleisch, Speise, Flaschen etc. und braucht nur alle 5 Tage mit neuem Eis befüllt zu werden. Auf Rosten können Teller und Platten abgestellt werden.

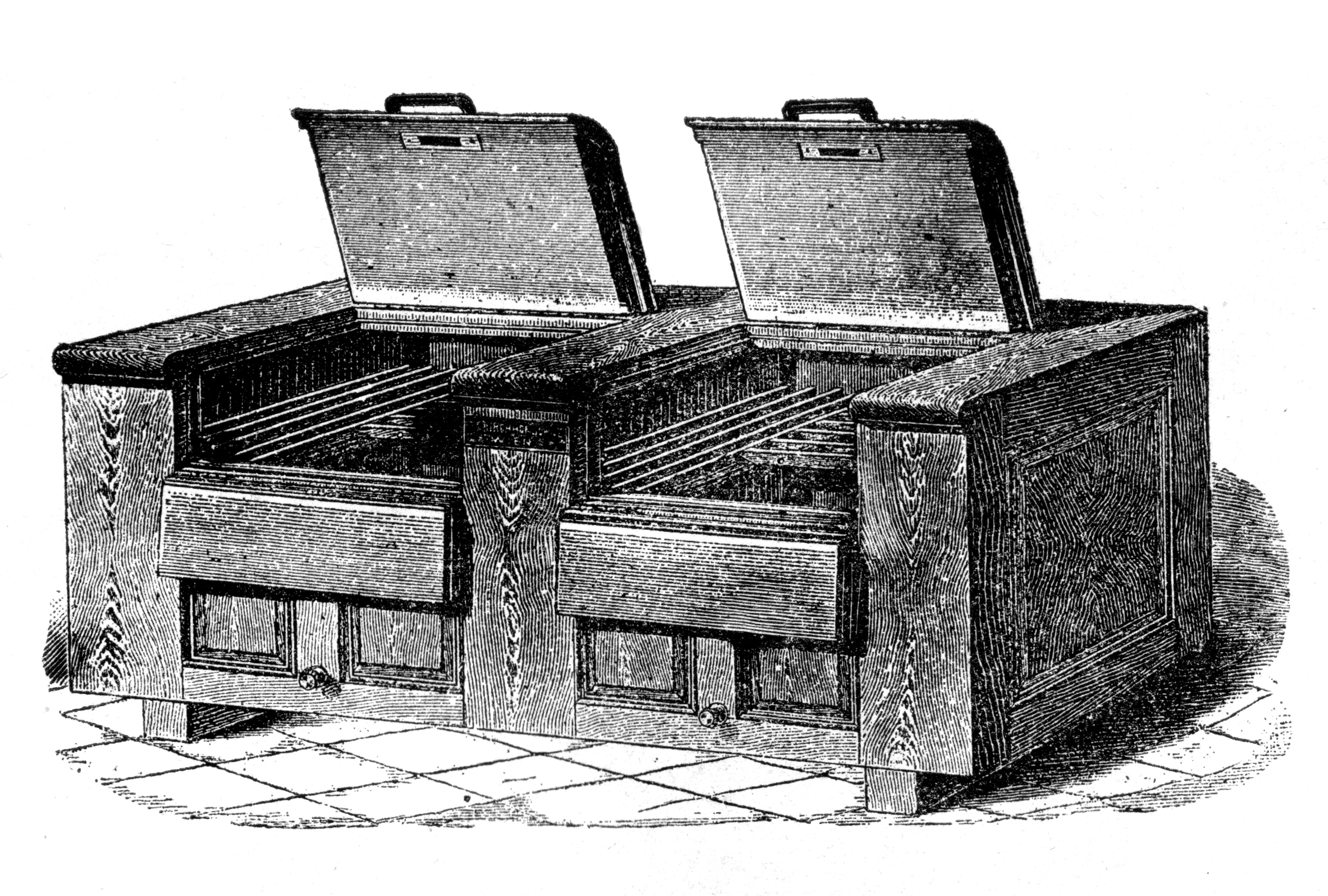
Speisenkonservator

Die Eiskiste für Butter trennt durch den senkrecht, mittig angeordneten Eisbehälter zwei Fächer voneinander. Die beiden Butterfässer kommen auf Holzroste zu stehen.

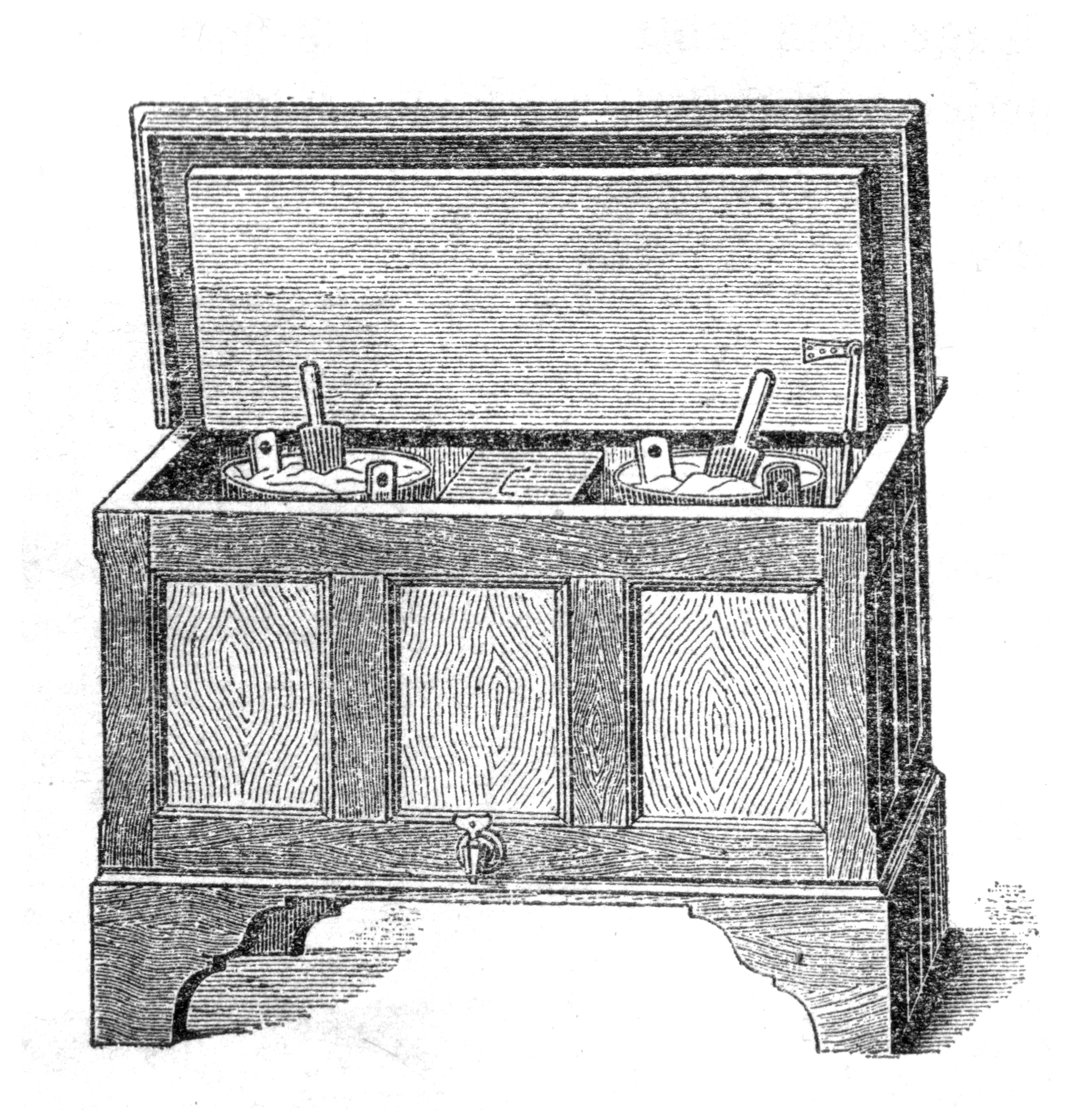
Konservator für Butter

## Hersteller um 1896
Ernst Nöthling ordnet 1896 folgende als bekanntere Hersteller ein:
- Theodor Weigele, Berlin S., Alte Jakobstraße 50
- Zeppernick & Harz, Berlin SW., Gitschiner Straße 108
- Schmidt & Keerl in Kassel
- Werner & Bardach, Düsseldorf, Bilker Allee 49
- C. F. Kirchhof’s Söhne, Wien IV, Schaumburgergasse 8